# Teorema Wedderburn–Artin
În algebră, teorema Wedderburn–Artin este o teoremă de clasificare pentru inele semisimple și algebre semisimple. Teorema afirmă că un inel semisimplu (artinian) R este izomorf cu un produs finit de inele de matrici de tip ni × ni cu elemente în corpuri Di, pentru niște numere întregi ni, ambele fiind determinate în mod unic până la permutarea indicelui i. În particular, orice inel artinian simplu la stânga sau la dreapta este izomorf cu un inel de matrici de tip n × n cu elemente într-un corp D, unde atât n, cât și D sunt unic determinate.

## Teorema
Fie R un inel semisimplu (artinian). Atunci teorema Wedderburn–Artin afirmă că R este izomorf cu un produs finit de inele de matrici de tip ni × ni cu elemente în corpuri Di (adică {\displaystyle M_{n_{i}}(D_{i})}), pentru niște numere întregi ni, ambele fiind unic determinate până la permutarea indicelui i.
Există, de asemenea, o versiune a teoremei Wedderburn–Artin pentru algebre peste un corp k. Dacă R este o k-algebră semisimplă de dimensiune finită, atunci fiecare Di din afirmația de mai sus este o algebră cu diviziune finit dimensională peste k. Centrul fiecărui Di nu trebuie să fie neapărat k; ar putea fi o extindere finită a lui k.
De remarcat că dacă R este o algebră simplă de dimensiune finită peste un inel cu diviziune E, D nu trebuie să fie neapărat conținut în E. De exemplu, inelele de matrici cu elemente numere complexe sunt algebre simple de dimensiune finită peste numerele reale.

## Demonstrație
Există mai multe demonstrații ale teoremei Wedderburn–Artin. Una modernă clasică folosește următoarea abordare.
Presupunem că inelul {\displaystyle R} este semisimplu. Atunci {\displaystyle R}-modulul la dreapta {\displaystyle R_{R}} este izomorf cu o sumă directă finită de module simple (care sunt același lucru cu idealele drepte minimale ale lui {\displaystyle R}). Această sumă directă se scrie ca
{\displaystyle R_{R}\;\cong \;\bigoplus _{i=1}^{m}I_{i}^{\oplus n_{i}},}
unde {\displaystyle I_{i}} sunt {\displaystyle R}-module simple la dreapta neizomorfe, al i-lea apărând cu multiplicitate {\displaystyle n_{i}}. Acest lucru dă un izomorfism de inele de endomorfisme
{\displaystyle \mathrm {End} (R_{R})\;\cong \;\bigoplus _{i=1}^{m}\mathrm {End} {\big (}I_{i}^{\oplus n_{i}}{\big )}}
și putem identifica {\displaystyle \mathrm {End} {\big (}I_{i}^{\oplus n_{i}}{\big )}} cu un inel de matrici
{\displaystyle \mathrm {End} {\big (}I_{i}^{\oplus n_{i}}{\big )}\;\cong \;M_{n_{i}}{\big (}\mathrm {End} (I_{i}){\big )},}
unde inelul de endomorfisme {\displaystyle \mathrm {End} (I_{i})} al lui {\displaystyle I_{i}} este un corp conform lemei lui Schur, deoarece {\displaystyle I_{i}} este simplu. Cum {\displaystyle R\cong \mathrm {End} (R_{R})} concluzionăm că
{\displaystyle R\;\cong \;\bigoplus _{i=1}^{m}M_{n_{i}}{\big (}\mathrm {End} (I_{i}){\big )}.}
Aici s-au folosit module la dreapta deoarece {\displaystyle R\cong \mathrm {End} (R_{R})}; dacă s-ar folosi module la stânga, {\displaystyle R} ar fi izomorf cu algebra opusă a lui {\displaystyle \mathrm {End} ({}_{R}R)}, dar demonstrația ar rămâne valabilă. Pentru a vedea această demonstrație într-un context mai larg, se poate consulta Descompunerea unui modul. Pentru demonstrația unui caz particular important se poate vedea Inel Artinian simplu.

## Consecințe
Deoarece o algebră finit dimensională peste un corp este artiniană, teorema Wedderburn-Artin implică faptul că orice algebră simplă finit dimensională peste un corp este izomorfă cu un inel de matrici de tip n × n cu elemente într-o algebră cu diviziune D peste {\displaystyle k}, unde atât n cât și D sunt unic determinate. Acest lucru a fost demonstrat de Joseph Wedderburn. Emil Artin a generalizat ulterior acest rezultat la cazul inelelor artiniane simple la stânga sau la dreapta.
Deoarece singura algebră cu diviziune finit dimensională peste un corp algebric închis este însuși corpul, teorema Wedderburn-Artin are consecințe puternice în acest caz. Fie R un inel semisimplu care este o algebră finit dimensională peste un corp algebric închis {\displaystyle k}. Atunci R este un produs finit {\displaystyle \textstyle \prod _{i=1}^{r}M_{n_{i}}(k)} unde {\displaystyle n_{i}} sunt numere întregi pozitive și {\displaystyle M_{n_{i}}(k)} este algebra de matrici de tip {\displaystyle n_{i}\times n_{i}} cu elemente în {\displaystyle k}.
În plus, teorema Wedderburn–Artin reduce problema clasificării algebrelor simple centrale finit dimensionale peste un corp {\displaystyle k} la problema clasificării algebrelor cu diviziune centrale finit dimensionale peste {\displaystyle k}: adică algebrele cu diviziune peste {\displaystyle k} al cărui centru este {\displaystyle k}. Aceasta implică faptul că orice algebră simplă centrală finit dimensională peste {\displaystyle k} este izomorfă cu o algebră de matrici {\displaystyle \textstyle M_{n}(D)}, unde {\displaystyle D} este o algebră cu diviziune centrală finit dimensională peste {\displaystyle k}.